# بوب ويلش
بوب ويلش (بالإنجليزية: Bob Welch)‏ هو كاتب وصحفي أمريكي، ولد في 1955.